# Myth (streamer)
Ali Kabbani (24 de mayo de 1999), más conocido como Myth o TSM Myth, es un streamer y jugador profesional de Fortnite estadounidense.  En diciembre de 2020, estuvo entre los streamers más populares en Twitch con 7 millones de seguidores y 127 millones de vistas. Kabbani también ha superado los 4.6 millones de suscriptores en su canal de YouTube.

## Carrera
El canal de YouTube de Kabbani fue creado el 3 de noviembre de 2013. Empezó a stremear en Twitch en 2016 y principalmente stremeaba Paragon, una arena de batalla multijugador en tercera persona desarrollado por Epic Games. Desde entonces Paragon fue eliminado. Sus streams se volvieron mucho más populares cuándo empezó a jugar a Fortnite a finales de 2017. Al final de enero de 2018, Kabbani superó los 200,000 seguidores en Twitch y por junio del mismo año, el número había aumentado a encima 3.2 millones.
Kabbani juega para Team SoloMid en un equipo que se consta de, Daequan, Darryle "Hamlinz" Hamlin y Juan "CaMiLLs" Camilla (sub). Kabbani se unió a Team SoloMid en 2018 y sirve como el capitán del equipo. Kabbani ha participado en el Ninja Vega Tournament en abril de 2018. Además, los streams de Kabbani han incluido una variedad de otros streams populares incluyendo a Pokimane y summit1g. Kabbani compara el poder editar/construir de Fortnite con una mecánica de un shooter ajedrecístico.
Kabbani sugirió una trampa nueva, llamada  "bouncer trap" la cual “enviaría a los enemigos fuera de los cubos para poder proteger a los jugadores durante peleas".
En marzo de 2019, Ninja pagó $1 millón en stream a Apex Legends mientras Kabbani estuvo pagando una cantidad sin revelar. Kabbani jugó como líder de TSM en el juego Valorant durante la serie Twitch Rival.